# Rein van Bemmelen
Reinout Willem (Rein) van Bemmelen (Batavia (Nederlands-Indië), 14 april 1904 – Unterpirkach (Oostenrijk), 19 november 1983) was een Nederlands geoloog.

## Biografie
Zijn vader was Willem van Bemmelen, de directeur van het Magnetisch, Meteorologisch en Seismologisch Observatorium. Toen hij acht jaar oud was nam zijn vader hem mee naar de top van een vulkaan bij Bandung, waarna hij besloot geoloog te worden. In 1920 ging hij naar Nederland, waar hij aan de Technische Universiteit Delft mijnbouwkunde studeerde onder professoren H.A. Brouwer en Gustaaf Molengraaff. In 1927 behaalde hij zijn doctoraal en hetzelfde jaar nog promoveerde hij cum laude met een onderzoek naar de geologie van de Betische Cordillera in Zuid Spanje.
Na een kort verblijf in Napels, waar hij vulkanologie studeerde ging Van Bemmelen terug naar Nederlands-Indië, waar hij voor de Dienst der Mijnbouw de geologie van Sumatra en Java in kaart bracht. In de jaren 1933-1935 studeerde hij bodemkunde aan de Technische Universiteit Wenen. In 1940 werd hij hoofd van de Vulkanologische Dienst van Nederlands-Indië. Behalve een aantal geologische kaarten publiceerde hij artikelen over vulkanotectoniek, de oorsprong van magma's en pyroclastische gesteenten en over structurele geologie.
In 1930 trouwde hij met Lucie Clara van den Bos, en in 1932 werd hun enige kind Nout geboren. Met de Japanse bezetting van Nederlands-Indië werden Van Bemmelen en zijn vrouw van 1942 tot 1945 in verschillende gevangenenkampen ondergebracht. Na de bevrijding vertrok het gezin in 1946 naar Nederland, waar ze in Den Haag gingen wonen.
In Den Haag kreeg Van Bemmelen van de Nederlandse regering opdracht alle kennis over de geologie van Nederlands-Indië te bundelen. Dit was eerder gebeurd, maar alle manuscripten hierover waren in de oorlog verloren gegaan. Van Bemmelens boek The Geology of Indonesia, dat in 1949 verscheen, werd het standaardwerk over de geologie van het toen net onafhankelijke Indonesië.
In 1949 werd Van Bemmelen onderzoeksassistent van professor S.G. Trooster aan de Universiteit van Utrecht. Na de dood van Trooster in 1950 nam hij ontslag en werd consultant bij de Bataafse Petroleum Maatschappij in Den Haag, wat hij tien jaar lang parttime bleef. Later in 1950 werd hij aan de Universiteit van Utrecht tot buitengewoon hoogleraar in Economische Geologie benoemd. In de zomer van 1950 deed hij samen met zijn collega Martin Rutten onderzoek op IJsland, gedreven door zijn interesse in vulkanologie. In 1955 schreven de twee onderzoekers hierover het boek Tablemountain of Northern Iceland.
Bekender is Van Bemmelen om zijn theorieën over gebergtevorming, en zijn (voor die tijd waarin platentektoniek nog omstreden was) vooruitstrevende ideeën over samenvoeging van terreinen tot continenten. In zijn boek Mountain Building zette hij in 1954 zijn zogenaamde undation-theorie uiteen. Volgens Van Bemmelen lag de oorzaak van gebergtevorming in de mantel. Door geochemische differentiatie in de mantel treden dichtheidsverschillen op die leiden tot verticale bewegingen in de mantel, die zich aan het Aardoppervlak manifesteren door bewegingen van de korst. Delen van zijn theorieën en ideeën vinden nog steeds hun weerklank in de manier waarop geologen tegen de Aarde aankijken als een dynamische planeet.
In 1959 moesten de Van Bemmelens een tragisch verlies verwerken toen hun zoon Nout omkwam tijdens een bergklimvakantie in Oostenrijk. In 1961 werd Van Bemmelen gewoon hoogleraar in de Economische Geologie, een positie die hij tot zijn emeritaat in 1969 hield. Ook na zijn emeritaat bleef hij zich met geologisch onderzoek bezighouden. In 1972 publiceerde Elsevier zijn Geodynamic Models, waarin hij zijn eigen ideeën met de platentektoniek integreerde.
Behalve de vier genoemde boeken publiceerde Van Bemmelen rond de tweehonderd artikelen. Onder zijn begeleiding promoveerden veertien studenten, zeven op onderwerpen in de economische geologie (mineraalafzettingen en hydrologie) en zeven op onderwerpen in de structurele geologie (de structuur van de Zuidelijk Alpen, in Oostenrijk en Italië).
Kort na de dood van zijn vrouw in 1983 vertrok Van Bemmelen naar Oostenrijk, waar hij zijn laatste dagen doorbracht, tot hij overleed aan kanker.
Na zijn dood is een reportage over de Van Bemmelens gemaakt door Wibo van de Linde, getiteld Zij Moet Eerst, waarin de controversiële rol van Rein van Bemmelen bij de euthanasie van zijn eerste vrouw wordt besproken. Het echtpaar had afgesproken om kort na elkaar euthanasie te plegen vanwege levensmoeheid, maar na de dood van zijn vrouw verhuisde Van Bemmelen naar Oostenrijk. Hij hertrouwde in Oostenrijk met Karla Krieghofer, een vriendin van zijn eerste vrouw, met wie hij al tijdens zijn eerste huwelijk in het geheim jarenlang correspondeerde. Na verder onderzoek van Van der Linde bleek dat Van Bemmelen zijn vrouw Lucie van den Bos afschermde voor haar familie tijdens hun huwelijk en ook dat Van Bemmelen een aanzienlijk vermogen van haar erfde na haar dood. Verder bleek dat Van Bemmelen brieven van de Nederlandse vereniging voor vrijwillige euthanasie had vervalst in de aanloop naar de euthanasie van zijn eerste vrouw.
- Biografisch Portaal: 66678519
- Gemeinsame Normdatei: 116115874
- International Standard Name Identifier: 0000 0001 1061 0804
- Library of Congress Control Number: n87821184
- Mathematics Genealogy Project: 225868
- Nationale Bibliotheek van Tsjechië: mub2018999791
- Nationale Bibliotheek van Israël: 987007424192205171
- Nederlandse Thesaurus van Auteursnamen: 070320772
- Système universitaire de documentation: 078681944
- Trove: 791790
- Virtual International Authority File: 47505536
- WorldCat: E39PBJwHgVqfMmJWCFFQ3rp3wC